# 亨茨維爾鎮區 (明尼蘇達州波爾克縣)
亨茨維爾鎮區（英語：Huntsville Township）是位於美國明尼蘇達州波爾克縣的一個行政鎮區。

## 歷史
亨茨維爾鎮區於1879年設立，得名自早期定居者貝納·亨特（Bena Hunt）。

## 地方資料
亨茨維爾鎮區的面積為91.30平方千米，當中陸地面積為90.74平方千米，而水域面積為0.56平方千米。根據2020年美國人口普查的數據，當地共有人口442人，而人口密度為每平方千米4.84人。